# The Sound and the Fury
The Sound and the Fury (em língua portuguesa O Som e a Fúria) é um romance do escritor estadunidense William Faulkner, em que são utilizados vários tipos de narrativa, incluindo a técnica conhecida como fluxo de consciência, na qual Faulkner foi um dos pioneiros no Século XX, ao lado dos escritores europeus tais como James Joyce e Virginia Woolf. Publicado em 1929, The Sound and the Fury foi seu quarto romance, porém não foi um sucesso imediato. Em 1931, no entanto, quando publicou seu sexto romance, Sanctuary – um romance mais sensacionalista que Faulkner posteriormente confessou ter sido escrito por razões financeiras – The Sound and the Fury também alcançou sucesso comercial, e Faulkner começou a receber as atenções da crítica. É constantemente tido por crítica e público como uma das melhores e mais importantes obras literárias do século XX.
Em 1998, a "Modern Library" classificou The Sound and the Fury em sexto lugar na sua lista dos "100 melhores romances em língua inglesa do Século XX". O livro também figura entre os 100 Livros do Século pelo Le Monde. Numa votação organizada por editores noruegueses, 100 escritores de 54 países elegeram os "melhores livros de sempre", e entre eles The Sound and the Fury ficou em 27º lugar.

## Enredo inicial
A história de The Sound and the Fury acontece na fictícia Yoknapatawpha County, e tem como tema central a história de uma antiga família aristocrática do sul estadunidense, descendente do herói da Guerra Civil dos Estados Unidos, General Compson. O esboço geral da história é o enfrentamento do declínio e da dissolução da reputação da família Compson, e o romance é dividido em 4 seções distintas.
A primeira parte, em 7 de abril de 1928, é escrita sob a perspectiva de Benjamin "Benjy" Compson, um deficiente mental de 33 anos, e a narrativa é caracterizada por um estilo altamente desarticulado, com freqüentes saltos cronológicos.
A segunda parte, em 2 de junho de 1910, apresenta Quentin Compson, irmão mais velho de Benjy.
A terceira parte, em 6 de abril de 1928, é escrita sob o ponto de vista de Jason, o cínico irmão mais novo de Quentin.
Na quarta e última parte, ambientada um dia após a primeira parte, em 8 de abril de 1928, Faulkner introduz um narrador com um ponto de vista global, vendo e sabendo tudo que acontece dentro do mundo da história, incluindo o que cada um dos personagens é capaz de pensar e sentir. A última parte enfoca principalmente Dilsey, uma das servas negras dos Compsons. Jason também é apresentado, mas Faulkner sugere relances de pensamentos e ações de todos da família.

## Título
O título do romance foi tirado do famoso solilóquio de Macbeth, de William Shakespeare. Imediatamente óbvia é a noção de uma “história contada por um idiota”, neste caso Benjy, através do qual a história dos Compsons abre o romance. A ideia pode ser estendida também para Quentin e Jason, cujas narrativas exibem suas próprias variedades de idiotice. Mais precisamente, o romance narra o declínio e morte de uma tradicional família da classe alta sulista, "the way to dusty death" ("o caminho da morte suja"). A última linha é, talvez, a mais significativa; Faulkner disse, em seu discurso após ser premiado com o Prêmio Nobel de Literatura, que as pessoas devem escrever sobre coisas que vêm do coração, verdades universais. Caso contrário, elas não significam nada. O ato 5, cena 5 de Macbeth:
| “ | "Tomorrow and tomorrow and tomorrow, Creeps in this petty pace from day to day To the last syllable of recorded time, And all our yesterdays have lighted fools The way to dusty death. Out, out, brief candle! Life's but a walking shadow, a poor player That struts and frets his hour upon the stage And then is heard no more: it is a tale Told by an idiot, full of sound and fury, Signifying nothing." | ” |

O mesmo trecho, em tradução para a língua portuguesa por Beatriz Viégas-Faria, na edição de Macbeth publicada pela Editora Nova Cultural:
| “ | “Amanhã, e amanhã, e ainda outro amanhã Arrastam-se nessa passada trivial do dia para a noite, da noite para o dia, Até a última sílaba do registro dos tempos. E todos os nossos ontens não fizeram mais que iluminar para os tolos o caminho que leva ao pó da morte. Apaga-te, apaga-te, chama breve! A vida não passa de uma sombra que caminha, um pobre ator Que se pavoneia e se aflige sobre o palco – Faz isso por uma hora e, depois, não se escuta mais sua voz. É uma história contada por um idiota, cheia de som e fúria E vazia de significado”. | ” |

## Sumário
As 4 partes do romance relatam muitos dos mesmos episódios, mas sob diferentes pontos de vista, e com ênfase em diferentes temas ou eventos. Essa estrutura não-linear e entrelaçada dificulta qualquer sinopse do romance, na medida em que os narradores não são todos confiáveis em sua própria maneira, apresentando relatos não necessariamente verdadeiros em todos os momentos. Faulkner utiliza, também, o itálico para ressaltar alguns pontos, localizando-os dentro de um momento significativo do passado; o uso dos itálicos pode criar confusão, porém, pois o tempo nem sempre é marcado por eles.

### Primeira Parte: 7 de Abril de 1928
A primeira parte do romance é narrada por Benjamin "Benjy" Compson, uma fonte de vergonha para a família devido ao seu autismo; os únicos personagens que evidenciam um cuidado genuíno para com ele são Caddy, sua irmã mais velha; e Dilsey, uma serva negra matriarcal. A narrativa é caracterizada predominantemente por sua não-linearidade: abrangendo o período 1898–1928, a narrativa de Benjy é um pastiche de eventos apresentados em um perfeito fluxo de consciência. A presença de itálico no relato de Benjy se destina a indicar mudanças significativas na narrativa. Originalmente Faulkner deve ter usado diferentes tintas coloridas para significar a quebra cronológica. Esta não linearidade faz com que o estilo desta secção seja particularmente desafiador, mas desenvolve uma cadência que, apesar de não cronologicamente coerente, fornece uma visão imparcial sobre as verdadeiras motivações de muitos personagens. Além disso, o cuidador de Benjy muda para indicar o período de tempo: Luster no presente, T.P. na adolescência e Versh durante a infância.
Benjy tem três paixões: o fogo, o campo de golfe na terra que pertencera à família Compson, e sua irmã Caddy. Mas, por volta de 1928, Caddy fora banida do lar dos Compson, após seu marido ter se divorciado dela porque o filho que tivera não era dele. A família vende seu pasto favorito para um clube de golfe local, para financiar a educação de Quentin em Harvard. Na cena de abertura, Benjy, acompanhado de Luster, um servo ainda menino, assiste os jogadores de golfe enquanto espera apenas para ouvi-los chamar o carregador, “caddie” – o nome de sua irmã favorita. Quando um deles chama o seu carregador de golfe, Benjy, em sua mente, embarca em um turbilhão de memórias de sua irmã, Caddy, concentrando-se em uma cena crucial.
Em 1898, quando sua avó morrera, os quatro filhos dos Compsons foram forçados a permanecer fora do funeral. Para ver o que estava acontecendo no interior, Caddy escalara uma árvore no quintal e ao olhar lá dentro, seus irmãos — Quentin, Jason e Benjy — olham para cima e notam que suas roupas de baixo estão enlameadas. Como cada um deles reage a esta cena é a primeira visão que o leitor tem das tendências que irão moldar a vida desses meninos: Jason é aborrecido, Quentin é revoltado e Benjy parece ter um “sexto sentido” em que ele geme (ele é incapaz de falar usando palavras), como se sentindo a natureza simbólica da sujeira de Caddy, que sugere sua promiscuidade sexual mais tarde. Na época, Quentin tinha 9 anos, Caddy 7, Jason 5 e Benjy 3 anos.
Outras memórias cruciais nesta primeira parte são a troca do nome de Benjy (antes chamado Maury, como seu tio) em 1900, após a descoberta de sua deficiência; o casamento e o divórcio de Caddy (1910) e a castração de Benjy, resultantes de um ataque a uma menina que é um assunto aludido brevemente neste capítulo, quando uma porta fora esquecida aberta e Benjy ficara fora, sem supervisão.
Essa parte do romance apresenta alguma dificuldade para a leitura e o entendimento, devido à sua linguagem impressionista, ditada pelo autismo de Benjamin e suas mudanças frequentes no tempo e no ambiente.

### Segunda Parte: 2 de Junho de 1910
Quentin, o mais inteligente e atormentado dos Compson, oferece a melhor visão da técnica narrativa de Faulkner. Nós o vemos como um calouro da Universidade Harvard, vagando pelas ruas de Cambridge, contemplando a morte e relembrando o afastamento da sua irmã Caddy da família. Como na primeira parte, sua narrativa não é estritamente linear, embora dois elementos se entrelacem, intercalando de um lado Quentin na Universidade de Harvard e do outro suas memórias, de forma claramente discernível.
A principal obsessão de Quentin é a virgindade e a pureza de Caddy. Ele é obcecado pelos ideais sulistas de cavalheirismo e é altamente protetor das mulheres, especialmente sua irmã. Quando Caddy se engaja na promiscuidade sexual, Quentin fica horrorizado e vai até seu pai para pedir ajuda e conselho, mas o pragmático Mr. Compson lhe diz que a virgindade é uma invenção masculina que não deve ser levada a sério. Ele também lhe diz que o tempo vai curar tudo. Quentin, frustrado e decepcionado, passa o tempo tentando provar que seu pai está errado, mas não consegue. Pouco antes de Quentin deixar Harvard, no outono de 1909, Caddy fica grávida de Dalton Ames, a quem Quentin confronta. Os dois lutam, com Quentin perdendo vergonhosamente e Caddy promete, por causa de Quentin, nunca mais falar com Dalton novamente.
Quentin diz a seu pai que cometeram incesto, mas seu pai sabe que ele está mentindo. Em sua mente, ele sente a necessidade de assumir a responsabilidade pelo pecado de Caddy. Grávida e sozinha, Caddy tenta se casar com Herbert Head, e está resoluta: precisa casar antes do nascimento da criança. Herbert descobre que o filho não é dele e manda mãe e filha se afastarem. As andanças de Quentin através de Harvard, como ele corta as classes, seguem o padrão do seu desgosto sobre perder Caddy. Por exemplo, ele conhece uma garota imigrante italiana que não fala inglês. Significativamente, ele a chama de “irmã” e passa o tempo tentando se comunicar e cuidar dela, sem sucesso. Ele pensa tristemente sobre a queda e a miséria do sul após a Guerra Civil Americana. Por não conseguir lidar com a amoralidade do mundo ao seu redor, ele comete suicídio.
Enquanto o relato de Benjy é difícil de entender, o de Quentin se torna ainda mais difícil. Não somente eventos cronológicos se juntam, mas muitas vezes (especialmente no final) Faulkner ignora qualquer arremedo de gramática, ortografia ou pontuação, e ao invés disso escreve uma série desmedida de palavras, frases e sentenças sem separação que indique onde um pensamento termina e outra começa. Essa confusão é devida à depressão severa de Quentins e e sua deterioração mental. Devido à complexidade surpreendente dessa parte, frequentemente é a mais amplamente estudada pelos estudiosos do romance.

### Terceira Parte: 6 de Abril de 1928
A terceira parte é narrada por Jason, o terceiro filho e o favorito da mãe, Caroline. A ação ocorre um dia antes da parte de Benjy, numa Sexta-Feira Santa. Das três partes narradas pelos irmãos, a de Jason é a mais simples, refletindo sua vontade obstinada de riqueza material. Em 1928, Jason é o fundamento econômico da família após a morte do pai. Ele sustenta sua mãe, Benjy e Miss Quentin (filha de Caddy), bem como os servos da família. Seu papel é amargo e cínico, ao contrário da sensibilidade apaixonada que marca seu irmão e irmã. Ele passa a chantagear a irmã para torná-lo o único guardião da sobrinha e, em seguida, usa essa função para roubar a pensão que Caddy envia para a filha.
Essa é a primeira parte narrada de forma linear. Segue-se o curso da Sexta-feira, um dia em que Jason decide deixar o trabalho para procurar Miss Quentin (filha de Caddy), que fugiu novamente, aparentemente em busca de aventuras. Aqui visualizamos mais claramente o conflito entre os dois traços predominantes da família Compson, que a mãe de Jason, Caroline, atribui à diferença entre seu sangue e o de seu marido: de um lado, a imprudência e a paixão de Miss Quentin, herdadas de seu avô e do lado dos Compson; do outro lado, o cinismo implacável de Jason, herdado do lado de sua mãe. Essa parte também nos dá a imagem mais clara da vida doméstica na família Compson, em que Jason e os serventes cuidam da hipocondríaca Caroline e de Benjy.

### Quarta Parte: 8 de Abril de 1928
Essa data é o Domingo de Páscoa. Nessa parte, a única sem o narrador em primeira pessoa, Dilsey, a poderosa matriarca dos serventes negros da família, é enfocada. Ela, em contraste com o franco declínio dos Compsons, apresenta uma grande força em sua fé, permanente como uma figura orgulhosa em meio a uma família agonizante. Pode-se dizer que Dilsey ganha sua força olhando para fora (ou seja,encontra suporte externo) enquanto os Compsons crescem fracos procurando aperfeiçoamento interno.
Nesse Domingo de Páscoa, Dilsey leva sua família e Benjy à Igreja. Através dela, sentimos as consequências da decadência e da depravação em que os Compsons viveram durante décadas. Dilsey é maltratada e abusada, no entanto, permanece fiel. Com a ajuda de seu neto Luster, cuida de Benjy, leva-o à Igreja e tenta levá-lo à salvação. O sermão do pregador a inspira a chorar pela família Compson, lembrando-lhe que a família é vista através de sua destruição, que ela agora está testemunhando.
Enquanto isso, a tensão entre Jason e Miss Quentin atinge sua conclusão inevitável. A família descobre que Miss Quentin tentara fugir no meio da noite com um trabalhador de circo, tendo encontrado e tomado o dinheiro oculto no armário de Jason (a pensão mandada por Caddy, que Jason roubara) e as economias do tio obcecado por dinheiro. Jason chama a polícia e lhes diz que seu dinheiro foi roubado, mas já que isso significaria admitir o desvio do dinheiro da sobrinha, ele não pressiona para que seja resolvido o problema, e resolve encontrá-la por conta própria, mas perde sua trilha em Mottson e a dá como perdida para sempre.
O livro termina com uma imagem muito poderosa e inquietante. Depois de ter ido à Igreja, Dilsey permite que seu neto Luster dirija Benjy no decrépito cavalo da família para o cemitério. Luster, não entendendo que Benjy é tão entranhado na rotina de sua vida que até mesmo a mais ligeira mudança na rota pode irritá-lo, dirige-o de forma errada em torno de um monumento. Benjy explode em uma reação histérica e em violenta explosão, que só podem ser acalmadas por Jason que, de todas as pessoas, é o que entende melhor como aplacar seu irmão. Jason bate em Luster, retorna o transporte ao redor, e Benjy se torna subitamente silencioso. Luster se vira para olhar Benjy e o vê soltar sua flor. Os olhos de Benjy são “... vazios e azuis e serenos novamente”.

### Apêndice: Compson: 1699–1945
Em 1945, Faulkner escreveu um apêndice para o romance, a ser publicado na antologia The Portable Faulkner. A mando de Faulkner, no entanto, as impressões subseqüentes de “The Sound and the Fury” freqüentemente contêm o apêndice no final do livro; ele é conhecido como a quinta parte. Tendo sido escrito dezesseis anos depois do romance inicial, o apêndice apresenta algumas diferenças textuais, mas serve para esclarecer a história. O apêndice é apresentado como um histórico completo da linhagem da família Compson, começando com a chegada de seu ancestral Quentin Maclachlan na América em 1779, e continuando através de 1945, incluindo eventos que ocorrem em data posterior ao romance (que teve lugar em 1928).
Em particular, o apêndice revela que Caroline Compson morreu em 1933, e que Jason colocara Benjy no asilo do Estado, demitira os servos pretos e vendera o último lote da terra Compson, assim como se mudara para um apartamento acima de sua loja de suprimentos para a agricultura. Também é revelado que Jason se declarara responsável legal por Benjy muitos anos antes, sem o conhecimento de sua mãe, e usara esse status para mandar castrar Benjy.
O apêndice também revela o destino de Caddy, testemunhado pela última vez quando sua filha Quentin ainda era um bebê. Depois de se casar e divorciar pela segunda vez, Caddy mudou-se para Paris, onde viveu na época da ocupação alemã. Em 1943, o bibliotecário do Condado de Yoknapatawpha descobriu numa revista a fotografia de Caddy na companhia de um general alemão, e tentou persuadir Jason e Dilsey a salvá-la; Jason, reconhecendo inicialmente que a foto era de sua irmã, negou-o depois de perceber que o bibliotecário queria sua ajuda, enquanto Dilsey fingiu ser incapaz de ver a imagem por completo. O bibliotecário mais tarde percebeu que, enquanto Jason permanecia frio e antipático para com Caddy, Dilsey simplesmente entendia que Caddy não queria, nem precisava de salvação, porque nada mais lhe restava.
O apêndice termina com uma consideração sobre a família negra cujos membros trabalhavam como servos para os Compsons. Ao contrário das observações sobre os Compsons, que são longas, detalhadas e contam com uma perspectiva onisciente de narrativa, as observações sobre os servos são simples e sucintas. A observação sobre Dilsey, no final do apêndice, consiste em duas palavras: “Eles a toleravam”.

## Personagens
- Jason Compson III (?–1912) — pai da família Compson, um advogado que ensina na Universidade de South — um pensador niilista e alcoólatra, com opiniões cínicas que atormentam seu filho, Quentin. Ele também narra vários capítulos de “Absalom, Absalom!”.
- Caroline Bascomb Compson (?–1933) — esposa de Jason Compson III — uma egocêntrica neurótica que nunca demonstrou afeto para qualquer um de seus filhos, exceto Jason, que ela parece gostar só porque ele tem traços de seu lado da família. Na sua velhice ela se torna uma hipocondríaca abusiva.
- Quentin Compson III (1890–1910) — o filho mais velho dos Compson — passional e neurótico,  comete suicídio como a culminação trágica da influência nociva da filosofia niilista de seu pai e sua incapacidade de lidar com a promiscuidade sexual da irmã. Ele também é um personagem de “Absalom, Absalom!”. A ponte sobre o rio Charles, onde ele comete suicídio, tem uma placa sobre Quentin Compson para comemorar a vida e a morte do personagem.
- Candace "Caddy" Compson (1892–?) — a segunda criança dos Compson, a única cuidadora carinhosa de Benjy e melhor amiga de Quentin. De acordo com Faulkner, ela é o verdadeiro herói do romance. Caddie nunca desenvolve uma voz, mas sim permite que as emoções de seus irmãos revelem seu caráter.
- Jason Compson IV (1894–?) — o amargo  racista terceiro filho, que é perturbado por dívidas financeiras e frustração sexual. Ele trabalha em uma loja de mercadorias agrícolas pertencente a um homem chamado Earl e torna-se chefe da família em 1912. Defrauda o pagamento da pensão de Miss Quentin por muitos anos.
- Benjamin ("Benjy", nascido Maury) Compson (1895–?) — o filho deficiente mental dos Compson, é uma fonte constante de vergonha e desgosto para sua família, especialmente a mãe, que insistiu em sua mudança de nome para Benjamin. Caddie é o único membro da família que demonstra qualquer amor genuíno para com ele. Tem um sexto sentido quase animal sobre as pessoas, e foi capaz de dizer que Caddy tinha perdido sua virgindade apenas pelo seu cheiro. O modelo para o personagem Benjy pode ter iniciado no esboço feito por Faulkner em 1925, para o New Orleans “Times Picayune”, intitulado "The Kingdom of God" (O Reino de Deus).
- Dilsey Gibson (?–?) — a matriarca da família de servos, que inclui seus três filhos — Versh, Frony e T.P. — e seu neto Luster (filho de Frony); eles servem como cuidadores de Benjamin durante toda sua vida. Dilsey é uma observadora da destruição da família Compson.
- Miss Quentin Compson (1911?–?) — filha de Caddy que passa a viver com os Compson, sob a guarda de Jason IV, quando Herbert se divorcia de Caddy.  Ela é selvagem e promíscua, e eventualmente foge de casa. Muitas vezes referida como Quentin II ou Miss Quentin, para distingui-la de seu tio, com o nome de quem foi nomeada.

## Considerações críticas
O romance obteve grande sucesso de crítica e um lugar de destaque entre os maiores romances americanos, tendo desempenhado grande papel na obtenção do Prêmio Nobel de Literatura, em 1949, por William Faulkner.
A valorização do romance foi, em grande parte, devido à técnica de sua construção, à capacidade de Faulkner para recriar os padrões de pensamento da mente humana. Foi um desenvolvimento essencial na técnica narrativa de fluxo de consciência.
Há alusões a temas existencialistas no romance, como Sartre destacou em seu famoso ensaio sobre Faulkner.

## Cinema
- Uma adaptação para o cinema foi realizada em 1959, sob direção de Martin Ritt e estrelando Yul Brynner, Joanne Woodward, Margaret Leighton, Stuart Whitman, Ethel Waters, Jack Warden e Albert Dekker.[5] No Brasil, o filme foi traduzido como “A Fúria do Destino”,[6] e em Portugal, “O Grito da Fúria”.[7]

## Traduções
- Mário Henrique Leiria e H. Santos Carvalho: tradução publicada em Lisboa pela Editora Portugália, Coleção Romances Universais, nº 22 (1960).[8] Sob a mesma tradução, publicado pelas também portuguesas Editores Associados, Biblioteca Universal Unibolso, nº 15, e Círculo de Leitores.
- Fernando Nuno Rodrigues. Publicado pela Editora Nova Fronteira, 1983 (Coleção Grandes Romances) e pelo Círculo do Livro.
- Paulo Henriques Brito,[9] pela Editora Cosac & Naify, em 2004, 2009 e 2011 e pela Companhia das Letras em 2017.
- Ana Maria Chaves: publicado em Lisboa, pela Publicações Dom Quixote, em 1994, 1999 (2ª edição), Coleção Ficção Universal, 143.